# 生駒正房
生駒 正房（いこま まさふさ、生没年不詳）は、安土桃山時代から江戸時代初期の武士で、大名生駒家の一門。通称の左門（さもん）で知られる。讃岐高松藩主生駒一正の末子。母は讃岐国人山下氏の娘・於夏。兄に正俊、生駒正信（甚助）、入谷盛之（甚内、入谷外記養子）。姉に山里（猪熊教利室、のちに津守和泉国家に嫁し、のちに生駒将監の妻となる）、養女（生駒将監娘、園池宗朝室）、近藤政成室（のちに佐々木高和室）。
生駒家の一門衆筆頭であったが、藩政は生駒将監父子が重きをなしていた。元和7年（1621年）に正俊が没し、嫡男の高俊（小法師）が家督を継ぐと、藤堂高虎（正俊の室の実父）と高次の父子が後見役となった。そして、正房を江戸詰として国許より呼び寄せ家老にし、自らの家臣前野助左衛門と石崎若狭を生駒家の江戸詰家臣としていたが、家老に昇格させた。前野・石崎と将監との対立が生まれ、寛永10年（1633年）の将監の病没後、逆に前野と石崎は権勢を奮うようになり、将監の子の生駒帯刀と対立し、生駒騒動へと発展し、やがて正房は改易となった。